# Українське науково-технічне товариство
Українське науково-технічне товариство, засноване 1927 в Харкові (філії в Києві, Дніпропетровську, Одесі, Бахмуті).
Об'єднувало професуру технічних шкіл і визначних інженерів.
Видавало журнали: «Науково-Технічний Вісник» (місячник; редактор В. Баланик), «Силікати» (редактор В. Мазуренко), «Сільсько-господарські машини» (редактор Гамалія) і «Техніка масам» (редактор І.Витязь).
Головою товариства був К. Сухомлин.
У середині 1930-х років ліквідоване владою.